# Indaux
Indaux, cuya razón social es Industrias Auxiliares SAU, es una empresa española que se dedica al diseño, desarrollo, fabricación y comercialización de sistemas de herrajes para muebles. Fue fundada en 1962

## Historia
Industrias Auxiliares S.A. es una empresa fundada por 5 socios el 16 de mayo de 1962 en la localidad de Guetaria (Guipúzcoa, España). Ese año realizaron la implantación de máquinas de inyección de zamak en los talleres. Inicialmente se centraron en la fabricación de piezas especiales para el sector de la automoción, pero luego se dedicaron también a la producción de tornillos para electrodomésticos, cerraduras de buzones, piezas especiales, etc. En esta época se creó el logo en forma de cerradura, que se mantendría vigente hasta su rediseño y modernización en 2011. En 1965 Indaux registró su primera patente, que consistía en un dispositivo de fijación de tableros, precursor de la actual excéntrica de espiral.
En 1970 pasan a una nueva sede, también en Guetaria, en un edificio de 6.000 m². Indaux se dedica plenamente a la fabricación de herrajes para el mueble. Ese año además la firma protegió su marca comercial. En 1973-74 se instalan dos nuevas plantas productivas: Ernai en Zarauz, e ITB (Industrias Técnicas de la Bisagras S.L.) en la cercana localidad guipuzcoana de Aia.
En 1975 se crea el Departamento de Exportación. Indaux, que había hecho algunas pequeñas incursiones en otros países, comienza oficialmente su expansión internacional. Cinco años más tarde participa en sus dos primeras ferias internacionales, Fredericia (Dinamarca) y ASFI (Reino Unido). En 1987, a sus 25 años cuenta con más de 150 empleados y más de 5.000 referencias en su catálogo.
En 1990 crea dos filiales europeas (en Alemania y Reino Unido), con estructura propia. Este mismo año se pone en marcha una nueva planta productiva, Herdesa, en la localidad de Sádaba (Zaragoza), destinada a la fabricación de la corredera Gacela y del cajón Supra. En 1994 la sede central de Indaux se traslada a su actual ubicación (2015), en el barrio San Prudencio, siempre en Guetaria. Las nuevas instalaciones suponen una superficie de más de 17.000 m². Al año siguiente se inaugura una nueva planta, Cajones Metálicos S.L., para la fabricación de la gama de cajones de metal de Indaux. El primer producto producido en esta ampliación de las instalaciones fue el cajón compacto EUROPA que se presentó ese año en Interzum (Colonia, Alemania) y en Maderalia (Valencia, España).
En el año 2000 Indaux implanta un sistema de gestión de la calidad ajustado a la norma ISO 9001, que afecta tanto al producto como a los diferentes procesos y actividades de la compañía: administración, gestión, producción y recursos humanos.
Todas las fases de la fabricación de un producto pasan tests de calidad, mayoritariamente en el propio laboratorio de ensayos de Indaux, aunque en ocasiones también en laboratorios independientes como LGA (Alemania), FIRA (Reino Unido) o TECNALIA (España).
En octubre de 2006 Indaux fue por primera vez la anfitriona de una reunión del Comité Normalizador para la Industria del Mueble, en concreto, del grupo de trabajo de los herrajes para muebles, en el que además colabora como miembro. Esta fue la primera vez que un grupo de trabajo del Comité de Normalización para la Industria del Mueble se reunió en España. Entre 2011 y 2014 se abren nuevas filiales en Francia, Italia, Brasil e India.

## Grupo Indaux
Indaux pertenece al Grupo Indaux, que cuenta con otras dos divisiones:
- Gourmet Okin se creó en 2006 como grupo del sector de la alimentación por integración de la panificadora Okin con la firma de embutidos Urkabe y la de precocinados Benetan.[3][4]
- Construcciones Gaztetape es la división de construcción del grupo, y desarrolla proyectos residenciales y de pabellones industriales en España.